# Alonso Lobo
Alonso Lobo de Borja (Osuna, 25 februari 1555 – Sevilla, 5 april 1617) was een Spaanse componist van religieuze renaissancemuziek.  Hoewel hij niet zo beroemd was als zijn tijdgenoot Tomás Luis de Victoria, stond hij in hoog aanzien en werd geprezen door schrijvers als Lope de Vega en muziektheoretici als Cerone en Andrés Lorente; Victoria zelf beschouwde hem als zijn gelijke en zijn vertrouwen in Lobo's talent bracht hem ertoe als tussenpersoon op te treden bij de distributie van de Liber primus missarum, dat in 1602 werd gedrukt bij Imprenta Regia in Madrid. Deze werd met hulp van Victoria verzonden naar onder meer de pauselijke kapel in Rome, Coimbra en de Kathedraal van Mexico.

## Leven
Lobo werd op 25 februari 1555 in Osuna geboren als zoon van Alonso Lobo en Jerónima de Borja. Zijn muzikale opleiding kreeg hij in de culturele omgeving van verschillende Spaanse hertogelijke steden, met name die van de adellijke huizen van Osuna, Arcos en Medina-Sidonia. Op elfjarige leeftijd werd hij toegelaten tot het koor (seise) van de Kathedraal van Sevilla, waar hij zijn opleiding kreeg van Francisco Guerrero.  Tegen het einde van de jaren zeventig van de 16e eeuw behaalde hij een graad in de vrije kunsten aan de Universiteit van Osuna en rond 1586 werd hij benoemd tot kanunnik van de Colegiata kapittelkerk in Osuna.
In 1591 benoemde de Kathedraal van Sevilla hem tot assistent van de inmiddels bejaarde Francisco Guerrero, met wie hij een goede band onderhield en die hij later zou eren door enkele van zijn missen —waaronder Prudentes virgines, Simile est regum coelorum, Maria Magdalene— te baseren op motetten van zijn oude leermeester. Op 29 november van datzelfde jaar gaf de kerkraad hem toestemming de ambtskleding van kapelmeester te dragen, hetgeen erop wijst dat hij die functie samen met Guerrero bekleedde.
In 1593 werd hij kapelmeester van de Kathedraal van Toledo —naast de Kathedraal van Sevilla een van de meest begeerde muzikale bestemmingen in het toenmalige Spanje— een positie die op dat moment vacant was door het wegvallen van Ginés de Boluda. Uit deze periode stammen, onder meer, zijn zesstemmige missen Beata Dei genitrix en Maria Magdalene; het vijfstemmige Prudentes virgines; de vierstemmige missen Petre ego pro te rogativi, Simile est regnum coelorum en O Rex gloriae; en zijn bekendste werk, het zesstemmige motet Versa est in luctum.
Lobo keerde in januari 1604 terug naar Sevilla, waar hij enkele maanden later werd benoemd tot kapelmeester van de Kathedraal van Sevilla, een positie die voorheen werd bekleed door de inmiddels overleden Guerrero en diens in 1603 eveneens overleden opvolger Ambrosio Cotes. Lobo bleef aan als kapelmeester tot 10 april 1606, waarna hij werd opgevolgd door Baltasar de Torres.
Er zijn geen gegevens bekend over Lobo's laatste jaren, behalve dat hij tot 1 augustus 1610 de leiding over de seises van de kathedraal behield. Hij overleed op 5 april 1617. Zijn begrafenis werd door het kapittel bekostigd en de koorzangers begeleidden de begrafenisstoet. De aanhoudende waardering voor Lobo's werk bleek onder meer toen in 1648, in een kapittelvergadering, werd bepaald dat zijn Credo romano elke zondag van het jaar en in alle grote religieuze vieringen zou worden uitgevoerd.

## Werk

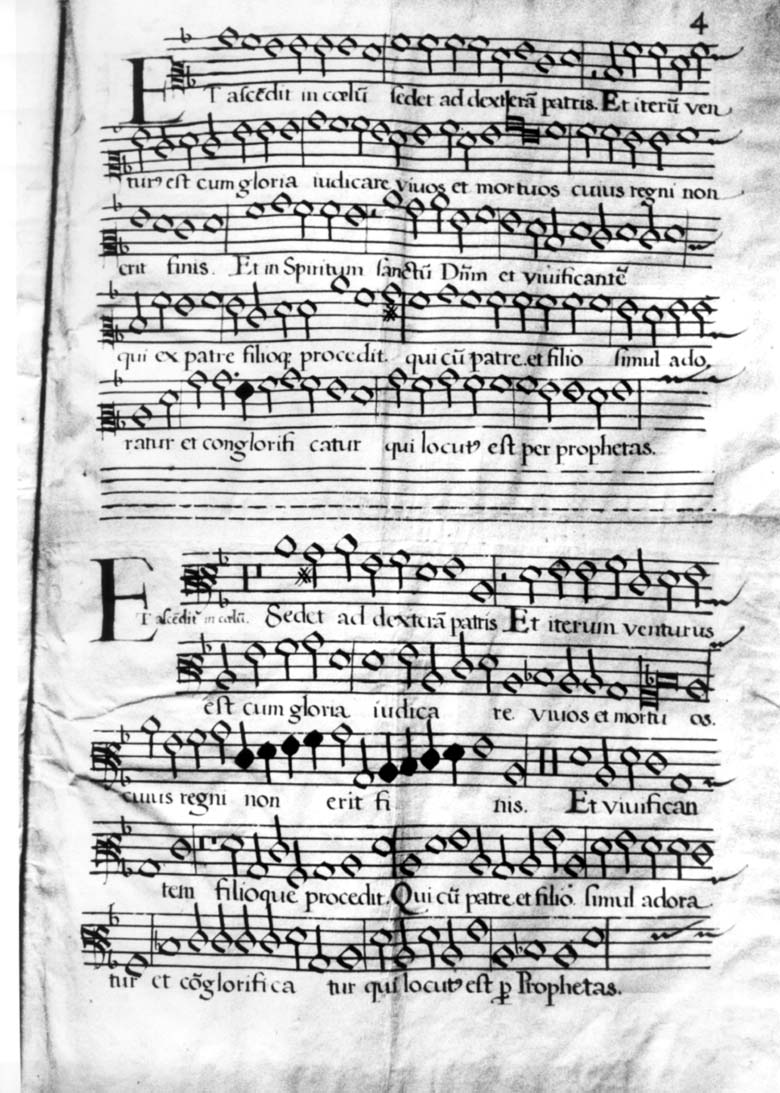
Credo romano. Manuscript bewaard in El Escorial.

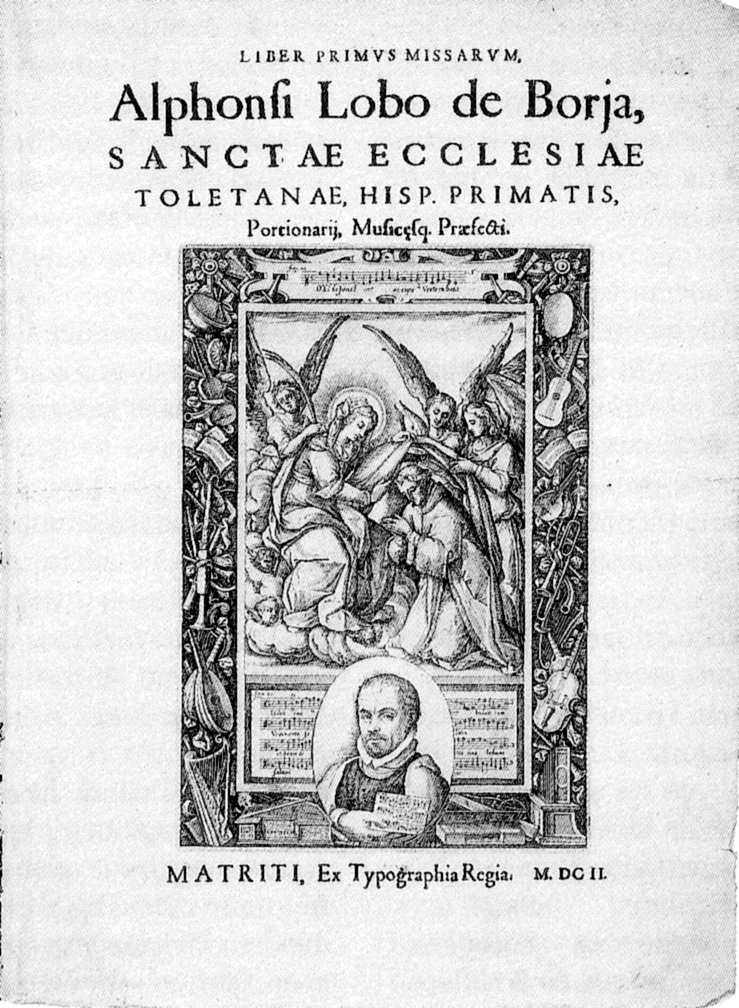
Titelpagina Liber primus missarum (1602).

Lobo's werk omvat missen en motetten, drie passies, klaagliederen, psalmen en hymnes. Een miserere voor 12 stemmen is verloren gegaan. Voor zover bekend is geen enkel seculier of instrumentaal werk van Lobo bewaard gebleven.
Lobo's muziek combineert de vloeiende techniek van Palestrina's contrapunt met de sombere intensiteit van Victoria, maar met minder Italiaanse madrigalistische stijlelementen en met een sterkere "Spaanse" stijlinvloed dan Victoria, zo verklaart musicoloog María Inmaculada Cárdenas Serván. Anders dan Victoria, woonde Lobo niet jarenlang in Italië. Een aantal van Lobo's composities maakt weliswaar gebruik van polychorale technieken die rond 1600 gangbaar waren in Italië, maar Lobo heeft daarbij nooit meer dan twee koren gebruikt.

### Discografie
- Missa Maria Magdalene; met de motetten O quam suavis est, Domine; Quam pulchri sunt; Ave Regina caelorum; Versa est in luctum; Credo quod Redemptor; Vivo ego, dicit Dominus; Ave María en met het motet Maria Magdalene van  Francisco Guerrero. Tallis Scholars, Peter Phillips (Gimell, CDGIM 031)
- Missa Beata Dei genitrix; met de motetten Versa est in luctum en Libera me Donminum. Choristers from Winchester Cathedral, Polyhymnia, Richard Lowell Childress. (Meridian, CDE84345)
- Missa Simile est Regnum Caelorum, Missa Petre ego pro te rogavi en motet Vivo ego, dicit Dominus. Musica Ficta, Raúl Mallavibarrena (Enchiriadis, EN 2016)
- Missa Maria Magdalene, Responsorio Pro Defunctis en Motetes. Taller Ziryab (Dial Discos)
- Lamentationes Ieremiae Prophetae, met de motetten Regina Coeli Laetare, Quam Pulchri Sunt Gressus Tui en Ego Flos Campi. Musica Reservata de Barcelona, Bruno Turner (La mà de guido, LMG2045)
- Versa est in luctum, met het Requiem van Tomás Luis de Victoria. Tallis Scholars, Peter Phillips (Gimell, CDGIM012)
- Versa est in luctum, met de motetten Ave Maria en O quam suavis est, Domine. Choir of Westminster Cathedral, David hill (Hyperion CDA66168)
- Versa est in luctum, met het motet Liberame, Domine. Westminster Cathedral Choir, James O'Donnell (Hyperion CDA67046)
- Versa est in luctum, met het motet Liberame, Domine. Chapelle du Roi, Alistair Dixon (Signum, SIGCD005)
- Versa est in luctum, met Officium defunctorum van Cristóbal de Morales. Gabrieli Consort & Players, Paul McCreesh (DG - Archiv, 457 597-2)
- Versa est in luctum, met de motetten Credo quod Redemptor; Vivo ego, dicit Dominus; Ave Maria. Tallis Scholars, Peter Phillips (Gimell, CDGIM 205)
- Versa est in luctum. Duodena Cantitans, Capella Rudolphina, Petr Danek (Supraphon 3326-2 231)
- Versa est in luctum. Michel Piquemal Vocal Ensemble, Slovak Radio Symphony Orchestra, Michel Piquemal (Naxos 8.556701)
- O quam suavis est, Domine. Hilliard Ensemble, (Virgin Veritas Edition, 7243 5 61394 2 8)
- O quam suavis est, Domine. Gabrieli Consort & Players, Paul McCreesh (DG - Archiv, 471 694-2)
- Liber primus missarum. Albert Recasens, Lauda, 2013

- Biblioteca Nacional de España: XX921830
- Bibliothèque nationale de France: cb12494019c (data)
- Gemeinsame Normdatei: 119008505
- International Standard Name Identifier: 0000 0001 0802 2114
- Library of Congress Control Number: n80127156
- MusicBrainz: 8ed33eef-db09-4654-a4ce-42273532b519
- Nationale Bibliotheek van Tsjechië: ola2006357368
- Nationale Bibliotheek van Israël: 987007459965905171
- Nationale Bibliotheek van Polen: a0000002224457
- Nederlandse Thesaurus van Auteursnamen: 105456241
- SNAC: w69s9g8b
- Système universitaire de documentation: 157251632
- Virtual International Authority File: 79804787
- WorldCat: E39PBJdcD9kV3R8BBdBDBmTbVC